# Basarh
Basarh és una vila del districte de Muzaffarpur a Bihar, Índia, a 25° 59′ N, 85° 08′ E / 25.983°N,85.133°E. La seva població el 1901 era de 3.527 habitants.
Es creu que correspon a la capital de l'antic regne de Vaisali (segle VI aC). La confederació dels lichchavis va predominar i va impedir l'extensió del regne de Magadha cap al nord del Ganges. Fou una plaça forta del budisme i Sidarta Gautama (Buda) va visitar la regió tres vegades en la seva vida. El gran congrés budista (el segon) que va dividir els budistes en els del nord i els del sud es va fer en aquesta regió. Els peregrins xinesos Fa Hian i Hiuen Tsiang la van visitar al segle IV i VII, i el darrer la va trobar en ruïnes. Fou en aquest lloc que es va trobar un gran pilar amb la figura d'un lleó a sobre, conegut localment com a Llistí de Bhim Singh, però que correspon a un dels pilars erigits per Asoka per marcar els passos de l'estada a Nepal per visitar els llocs sants del budisme; Hiuen Tsiang ja esmentava aquest pilar. Hi ha restes d'una antiga ciutat.